# Jack pogromca olbrzymów
Jack pogromca olbrzymów (ang. Jack the Giant Slayer, stary tytuł Jack the Giant Killer) – amerykański film fantasy, przygodowy z 2013 roku w reżyserii Bryana Singera. Wyprodukowany przez Warner Bros. Pictures.
Światowa premiera filmu miała miejsce 1 marca 2013 roku.

## Fabuła
Dawno temu mnisi chcieli pójść do Nieba. Magicznymi nasionami zasadzili roślinę która miała do niego prowadzić. Okazało się, że ponad chmurami istnieje kraina olbrzymów, które schodząc na świat ludzi zaczęły go łupić. Później mnisi stworzyli koronę, która dawała władzę nad olbrzymami. Gdy król Eryk je wypędził zapanował pokój. Wiele lat później rolnik Jack (Nicholas Hoult), sprzedaje za magiczne nasiona swojego konia. Przypadkowo jedno z nich spada do piwnicy domu po czym wyrasta wielka roślina. Królewna (Eleanor Tomlinson), która była w domu Jacka zostaje „porwana” przez roślinę. Król ze swym wojskiem idzie nad magiczną roślinę i wysyła swych najlepszych ludzi razem z młodym rolnikiem i złym lordem Roderickiem (Stanley Tucci) by odnaleźli jego córkę.

## Obsada
- Nicholas Hoult jako Jack
- Eleanor Tomlinson jako Isabelle
- Stanley Tucci jako lord Roderick
- Ian McShane jako król Brahmwell
- Bill Nighy i John Kassir jako Fallon
- Ewan McGregor jako Elmont

## Wersja polska
Opracowanie wersji polskiej: Studio Sonica
Reżyseria: Jerzy Dominik
Dialogi polskie: Michał Wojnarowski
Dźwięk i montaż: Maciej Brzeziński
Organizacja produkcji: Agnieszka Kudelska
W wersji polskiej wystąpili:
- Lesław Żurek – Jack
- Magdalena Krylik – Isabelle
- Jacek Bończyk – Elmont
- Wojciech Duryasz – lról

W pozostałych rolach:
- Grzegorz Pawlak – generał Fallon
- Jarosław Boberek – bandyta
- Maciej Falana – młody Jack
- Krzysztof Banaszyk – ojciec Jacka
- Anna Gajewska – królowa
- Maciej Maciejewski
- Zbigniew Konopka – Foe
- Miłogost Reczek –
  - generał Entin,
  - Fee,
  - przewodnik wycieczki
- Mieczysław Morański –
  - olbrzym kucharz,
  - karzeł, narrator przedstawienia
- Natalia Jankiewicz
- Paweł Iwanicki
- Stefan Knothe
- Tomasz Marzecki – Fumm
- Maciej Więckowski
- Zbigniew Kozłowski
- Wojciech Majchrzak
- Tomasz Drabek
- Andrzej Hausner
- Dorota Gorjainow
- Beatrycze Łukaszewska
- Katarzyna Cygler
- Jacek Król – Bald
- Paweł Szczesny – królewski artysta

oraz:
- Krzysztof Dracz – Roderick
- Jakub Szydłowski – Wicke
- Aleksander Wysocki – Fye